# Виксом (Мичиген)
Виксом (енгл. Wixom) град је у америчкој савезној држави Мичиген. По попису становништва из 2010. у њему је живело 13.498 становника.

## Демографија
Према попису становништва из 2010. у граду је живело 13.498 становника, што је 235 (1,8%) становника више него 2000. године.
| Група             | 2000.          | 2010.          |
| Белци             | 11.792 (88,9%) | 10.387 (77,0%) |
| Афроамериканци    | 332 (2,5%)     | 1.501 (11,1%)  |
| Азијати           | 378 (2,9%)     | 657 (4,9%)     |
| Хиспаноамериканци | 424 (3,2%)     | 684 (5,1%)     |
| Укупно            | 13.263         | 13.498         |